# Alcarondas
De Alcarondas was een schip in J.R.R. Tolkiens Midden-aarde. Toen Ar-Pharazôn, de laatste koning van Númenor, door de kwaadaardige woorden van Sauron was aangezet om te proberen Valinor te veroveren vervaardigen de Númeroreanen een grote vloot. Het vlaggenschip van deze armada was Alcarondas, waar ook de troon van Ar-Pharazôn op geplaatst was. Het schip ging samen met Númenor en de vloot ten onder zoals verhaald in de Akallabêth.
Goud en zwart gekleurd; en met vele masten getooid stond dit schip ook bekend als het 'kasteel van de zee'.